# Дакен, Луи
Луи́ Леон Огюст Даке́н (фр. Louis Léon Auguste Daquin; 20 мая 1908, Кале, Франция — 2 октября 1980, Париж, Франция) — французский кинорежиссёр, продюсер, сценарист и актёр.

## Биография
Учился в Высшей торговой школе Парижа, где изучал право. После занялся журналистикой. А начиная с 1930-х годов, приходит в кино. Сначала был ассистентом у таких режиссёров, как Жюльен Дювивье, Абель Ганс, Жан Гремийон, Пьер Шеналь, Фёдор Оцеп и других. Вскоре становится монтажёром ряда картин. Как режиссёр дебютировал в 1938 году германско-французской экранизацией романа Достоевского «Игрок». Не будучи коллаборационистом, в годы оккупации беспроблемно снимал ряд коммерческих фильмов. После освобождения Франции был избран генеральным секретарем Комитета освобождения, а также секретарем Синдиката кинотехников. Оставаясь приверженцем левых взглядов, режиссёр неизбежно приходит к конфликту сначала с продюсерами, а потом и с цензурой. После чего почти все свои ленты, начиная с «Милого друга», вынужден снимать за пределами Франции. Вернувшись на родину и не найдя работы, уходит из кинематографа. Сосредотачивается на педагогической работе. В 1970—1978 годах работает в ИДЕКе, где становится заместителем директора. Пишет несколько пьес и пробует их ставить на сцене, но прежнего успеха они ему не вернули. Ему принадлежит авторство ряда работ по вопросам теории кино.

## Фильмография

### Режиссёр
- 1938 — Игрок / Le Joueur (с Герхардом Лампрехтом, Германия—Франция)
- 1941 — Мы – мальчишки / Nous les gosses
- 1942 — Он приехал в день всех святых / Le Voyageur de la Toussaint (Италия—Франция)
- 1943 — Мадам и смерть / Madame et le Mort
- 1944 — Первый в связке / Premier de cordée (по роману Роже Фризон-Роша[фр.])
- 1946 — Родина / Patrie
- 1946 — Мы продолжаем Францию / Nous continuons la France (д/ф)
- 1948 — Братья Букенкан / Les Frères Bouquinquant
- 1949 — Рассвет / Le Point du jour
- 1949 — Битва за жизнь / La Bataille de la vie (д/ф)
- 1949 — Аромат дамы в чёрном / Le Parfum de la dame en noir (по роману Гастона Леру)
- 1950 — Первый после Бога / Maître après Dieu (по пьесе Яна де Хартога[нидерл.])
- 1955 — Милый друг / Bel Ami (по Мопассану, Австрия)
- 1958 — Сорняки Баррагана / Ciulinii Bărăganului (с Георге Витанидисом, по роману Панаита Истрати, Румыния)
- 1960 — Мутная вода / Les Arrivistes (по Бальзаку, ГДР)
- 1963 — Ярмарка лентяев / La Foire aux cancres
- 1969 — Кафе на площади / Café du square (ТВ)

### Сценарист
- 1941 — Мы – мальчишки / Nous les gosses
- 1948 — Братья Букенкан / Les Frères Bouquinquant
- 1949 — Рассвет / Le Point du jour
- 1955 — Милый друг / Bel Ami
- 1958 — Сорняки Баррагана / Ciulinii Bărăganului
- 1960 — Жизнь холостяка / Les Arrivistes

### Продюсер
- 1958 — Воскресные друзья / Les Copains du dimanche

### Актёр
- 1949 — Рассвет / Le Point du jour — камео
- 1971 —  / Léa l'hiver
- 1973 — Акт агрессии / L'Agression — камео
- 1975 — Специальное отделение / Section spéciale
- 1978 — Черепаха на спине / La Tortue sur le dos — озвучивание
- 1979 —  / Mais ou et donc Ornicar — пожилой человек в бистро

## Сочинения
- Cinéma, notre métier. — Paris, 1960.
- Кино — наша профессия. Перевод с фр. языка. — М., 1963.